# 正親町季董
正親町季董（おおぎまち すえただ、1874年（明治7年）6月19日 - 1945年（昭和20年））は、日本の華族（男爵）。正親町公董の三男。妻は裏松良光の長女・良子。旧名・董次郎。

## 経歴
1889年（明治22年）5月6日、正親町伯爵家分家を起こし、父の勲功により男爵を叙爵した。東京帝国大学法科大学政治科卒業、司法大臣秘書官を務めた。久原商事の支配人として、1916年（大正5年）7月から1年間ロシア帝国のペトログラードに滞在。帰国後その体験談として「滞露漫記」を雑誌『実業之日本』に連載し、『露西亜遊記』の題で単行本を刊行した。華族廃止論を唱えた。のち山下汽船会社顧問。1919年（大正8年）11月22日に隠居し、1920年（大正9年）2月3日に分家した。家督は嗣子・季光が継承し、1919年12月20日に男爵を襲爵した。
河上肇『小国寡民』によると、コーカサス地方の紀行文があるという。「コーカサス軍道の風光の雄大秀麗は、あまねく日本内地を周遊した筆者も、その比を求むるに苦しむ」。